# Metacheiromyidae
De Metacheiromyidae zijn een familie van uitgestorven schubdierachtigen uit de Palaeanodonta die leefden tijdens het Paleoceen en het Eoceen met een holarctische verspreiding.
Naamgever Metacheiromys is bekend uit het Bridgerian van Wyoming en Colorado. Metacheiromys was ongeveer 45 centimeter lang en had korte poten, scherpe klauwen en een lange, sterke staart. De lange klauwen werden vermoedelijk gebruikt voor het opgraven van ongewervelden.
Oudere geslachten zijn Mylanodon en Propalaeanodon uit het Tiffanian van Wyoming en Palaeanodon uit het Clark's Fork-bekken, het Bighorn-bekken en Frankrijk. Uit het Vroeg-Eoceen van Ellesmere-eiland is verder Arcticanodon bekend.
Bij de metacheiromyiden waren er weinig aanpassingen aan het skelet, maar was het gebit sterk beperkt. Propalaeanodon had een gebit dat vergelijkbaar was met dat van Escavadodon, de oudst bekende vorm uit de Palaeanodonta. De metacheiromyiden uit het Eoceen hadden minder tanden. Deze dieren hadden het formaat van kleine tot middelgrote gordeldieren.

## Classificatie
- Family: †Metacheiromyidae (Pilgrim, 1932)
  - Brachianodon (Gunnell & Gingerich, 1993)
    - Brachianodon westorum (Gunnell & Gingerich, 1993)

  - Mylanodon (Secord, 2002)
    - Mylanodon rosei (Secord, 2002)

  - Onderfamilie: Metacheiromyinae (Wortman, 1903)
    - Metacheiromys (Wortman, 1903)
      - Metacheiromys dasypus (Osborn, 1904)
      - Metacheiromys marshi (Wortman, 1903)

    - Palaeanodon (Matthew, 1918)
      - Palaeanodon ignavus (Matthew, 1918)
      - Palaeanodon nievelti (Gingerich, 1989)
      - Palaeanodon parvulus (Matthew, 1918)
      - Palaeanodon sp. [Le Quesnoy] (Gheerbrant, 2005)

  - Onderfamilie: Propalaeanodontinae (Schoch, 1984)
  - Propalaeanodon (Rose, 1979)
  - Palaeanodon parvulus (Rose, 1979)